# 4198 Пантера
4198 Пантера (4198 Panthera) — астероїд головного поясу, відкритий 11 лютого 1983 року.
Тіссеранів параметр щодо Юпітера — 3,203.